# Olokizumab
L'olokizumab, il cui nome commerciale è Artlegia, è un anticorpo monoclonale umanizzato che agisce come immunosoppressore nel trattamento dell'artrite reumatoide e del COVID-19; ha per bersaglio molecolare l'interleuchina 6 (IL-6), citochina coinvolta nella patogenesi di molte malattie infiammatorie. Nella terapia dell'artrite reumatoide, si tratta del primo inibitore dell'IL-6 che agisce legandosi direttamente all'interleuchina anziché al recettore di essa.
Prodotto dalla casa farmaceutica russa R-Pharm, è stato messo sul mercato nel 2020.

## Usi
È stato autorizzato l'uso dell'olokizumab in Russia, Kazakistan, Bielorussia, Kirghizistan e Azerbaigian, dove viene venduto con il nome di Artlegia per il trattamento di pazienti di età pari o superiore ai 18 anni affetti da artrite reumatoide di gravità moderata o severa, i quali siano già stati sottoposti a un trattamento con metotrexato o con inibitori del fattore di necrosi tumorale e tale trattamento non abbia avuto risultati soddisfacenti.
In Russia, Kirghizistan e Azerbaigian è stato inoltre approvato l'impiego dell'olokizumab in pazienti affetti da COVID-19 in forma moderata o grave, per arrestare il meccanismo di patogenesi della sindrome da rilascio di citochine, complicanza tipica del COVID-19 e di altre malattie infettive dalle caratteristiche infiammatorie.